# ماركيل روبلس
ماركيل روبلس (بالإسبانية: Markel Robles)‏ هو لاعب كرة قدم إسباني في مركز لاعب ارتكاز ‏، ولد في 12 يونيو 1979 في ليكيايتايو في إسبانيا. لعب مع أريناس غوتكسو وريال يونيون ونادي إيبار ونادي لايايوا.

## وصلات خارجية
- ماركيل روبلس على موقع قاعدة بيانات كرة القدم.إي يو (الإنجليزية)
- ماركيل روبلس على موقع Soccerway.com (الإنجليزية)